# Bandera de Canals
La bandera de Canals és un símbol representatiu que utilitza l'Ajuntament de Canals, municipi del País Valencià situat en la comarca de la Costera. Es descriu de la següent forma:
| «            | Bandera amb fons blanc, amb el signe Tau [de verd] flanquejat d'una garba doble de blat i [d'un] raïm. | » |
| — Traducció. | |   |

## Història
La comissió de govern de l'ajuntament aprovà per unanimitat el 20 d'agost de 1985 una proposta de la presidència de la de cultura, l'objecte de la qual era encarregar un estudi-projecte a l'historiador canalí Alfonso Vila Moreno.
El mencionat informe, amb data de 10 de setembre, descriu una mica més extensament la proposta de bandera (amb diverses alternatives), i basa la seua creació en una antiga bandera religiosa de la parròquia, encara usada en festes, amb la imatge de Sant Antoni Abat en una cara i la dels Sants de la Pedra en l'altra, patró i antics copatrons de la vila respectivament.
| «                                          | […] como resumen de las diversas opciones propuestas, cabría señalar que el color a emplear […] podría ser el rojo o el blanco, preferentemente este último. En cuanto al símbolo a colocar en el centro […] parece como más adecuado el escudo municipal, y como propuesta alternativa, la "Thau" de San Antonio Abad, ya exenta, ya orlada de un haz o gavilla doble de trigo (o trigo y racimo de vid), simbolizando a los copatronos canalenses los Santos de la Piedra. | » |
| — Estudi-projecte original d'Alfonso Vila. | |   |

Després de ser estudiat per la darrera el 25 de setembre, aquesta dictaminà —també per unanimitat— elevar al ple de l'ajuntament el dictamen favorable, amb una proposta que inclou la descripció que encapçala aquest article. Finalment, el ple de l'ajuntament del 27 de setembre, de nou per unanimitat, acordà aprovar la proposta de la comissió de cultura i sol·licitar al referit historiador un esbós i extensió de l'informe, concretant el dibuix lineal actualment en ús.